# Кубрат
Кубрат (Χουβρατις Kubrat, Kurt, Kuvrat, Kobrat, Kuvrat, Korbat, Qobrat, Khudbard, Kuvarog, Krovat; близько 600 — бл. 668) — булгарський хан (каган, князь), один із численних нащадків володаря Гунської імперії Аттіли, князь оногурів. Створив державу Велика Булгарія, яка знаходилась у степовій зоні сучасної України у VII столітті.

## Життєпис
Після загибелі в 602 батька — бата (бека, хана, князя) причорноморського Булгарського князівства Албурі Аскала, який служив Візантійській імперії, виховувався в Константинополі при дворі візантійського імператора. Освіту здобув у Константинопольській вищій школі. Правителем одноплемінників Кубрата в цей час був Орган, якого пізніші джерела називають дядьком Кубрата, хоча в родинних зв'язках двох ватажків є сумніви.
Візантійські, арабські, староболгарські історичні джерела з любов'ю і повагою розповідають про цього правителя, про прийняття ним в 619 в Константинополі християнства та присвоєння йому високого римського звання патриція, отримане ним тоді від імператора Візантії Іраклія.
Пізніше, у середині 620-х надав допомогу Іраклію своєю 40 000-ю кавалерією у війні з Іраном.
У 632 посів престол. Відомо також, що близько 634—641 уклав союз із візантійським імператором Іраклієм.
У 635, після великої перемоги над іранцями на Кавказі, коли було взято численні трофеї, у тому числі золото та срібло іранських правителів Сасанідів, Іраклій вручив Кубратові, як нагороду за ту перемогу, коштовності Сасанідів і видав за нього заміж свою доньку Євдокію.
Під проводом Кубрата булгари звільнилися від аварського ярма.
Як вважається, поховано Кубрата біля села Мала Перещепина, де знайдено Перещепинський скарб.
На його честь названо місто Кубрат, центр однойменної общини.

## Сини Кубрата
Старший син Кубрата, Батбаян виконав заповіт батька і залишився у Великій Болгарії, на теренах сучасної України, але після відходу своїх братів з окремими племенами не зміг стримати натиск хозарів і був підкорений ними, зобов'язавшись платити їм данину.
На сході, поруч з ним, на іншому березі Дону, оселився другий син Кубрата — Котраг з племенем котрагів (кутригури). Мабуть, племена стають пізніше відомі в Середньому Поволжі, де виникла держава Волзька Болгарія.
Третій син Аспарух очолює плем'я оногондурів. У спадок він отримує західну частину Великої Болгарії (Буджак) в північно-західній частині чорноморського узбережжя. З лівого берега річки Дунай починає вторгнення в Південну Добруджу і Мезію. Уклавши союз з місцевими слов'янськими племенами, веде успішну війну з Візантією і після рішучої перемоги над імператором Костянтином IV створює державу Болгарія.
Четвертий син Кубрата, Кубер стає правителем Паннонії та Добруджі. Він оселився в Аварському каганаті, але спробував підняти повстання проти аварського панування і підкорити своїй владі Паннонію. Йому це не вдалося. Згодом він рушив на південь і оселився на території сучасної Македонії, підкоряючись Візантії.
П'ятий, наймолодший син Кубрата, Алцек або Альцек оселився на території сучасної Італії в державі лангобардів. Історик Павло Диякон присвячує цілий параграф історії переселення групи племен в район Беневенто: під проводом вождя Альцека вони прийшли в Італію до короля лангобардів Грімуальда (662—671), який відправив їх до свого сина Ромуальда в Беневент, де вони й осіли в Сепіне, Бовіане і Інзернії.

## Документальні фільми
- «Заповіт Кубрата [Архівовано 19 жовтня 2013 у Wayback Machine.]» «Завет Кубрата [Архівовано 19 жовтня 2013 у Wayback Machine.]», документальний фільм, Україна.